# Carmen Douma
Carmen Douma (Canadá, 12 de marzo de 1977) es una atleta canadiense especializada en la prueba de 1500 m, en la que consiguió ser subcampeona mundial en pista cubierta en 2004.

## Carrera deportiva
En el Campeonato Mundial de Atletismo en Pista Cubierta de 2004 ganó la medalla de plata en los 1500 metros, llegando a meta en un tiempo de 4:08.18 segundos que fue récord nacional canadiense, tras la etíope Kutre Dulecha y por delante de la rusa Gulnara Samitova.